# Gniewino

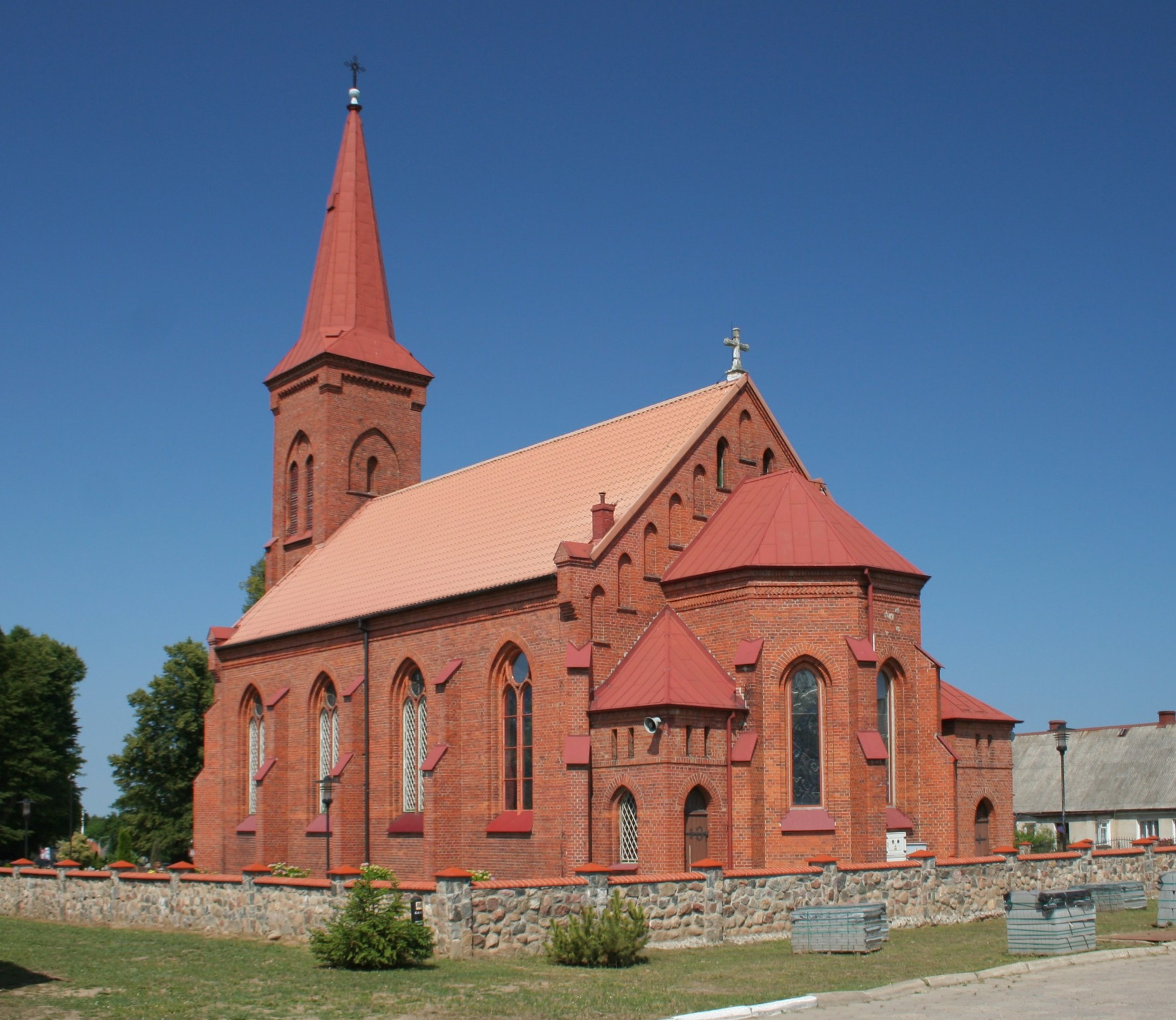
Kyrka, Gniewino

Gniewino (kasjubiska Gniéwino; tyska: Gnewin) är en by i Pommerns vojvodskap.